# Scott Parker (ishockeyspelare)
Scott Douglas Parker, född 29 januari 1978, är en amerikansk före detta professionell ishockeyforward som tillbringade åtta säsonger i den nordamerikanska ishockeyligan National Hockey League (NHL), där han spelade för Colorado Avalanche och San Jose Sharks. Han producerade 21 poäng (sju mål och 14 assists) samt drog på sig 699 utvisningsminuter på 308 grundspelsmatcher.
Parker spelade också för Hershey Bears i American Hockey League (AHL) och Kelowna Rockets i Western Hockey League (WHL).
Han draftades först av New Jersey Devils i tredje rundan i 1996 års draft som 63:e spelare totalt. Parker spelade dock aldrig för Devils utan han var tillgänglig igen i NHL Entry Draft 1998 och blev då vald av Colorado Avalanche i den första rundan som 20:e spelare totalt.
Parker vann Stanley Cup med Colorado Avalanche för säsongen 2000–2001.

## Statistik
| Källa: Utv = Utvisningsminuter | Källa: Utv = Utvisningsminuter                       | Källa: Utv = Utvisningsminuter                       |                                                      | Grundserie                                           | Grundserie                                           | Grundserie                                           | Grundserie                                           | Grundserie                                           |                                                      | Slutspel                                             | Slutspel                                             | Slutspel                                             | Slutspel                                             | Slutspel                                             |
| Säsong                         | Lag                                                  | Liga                                                 | Matcher                                              | Mål                                                  | Assist                                               | Poäng                                                | Utv                                                  | Matcher                                              | Mål                                                  | Assist                                               | Poäng                                                | Utv                                                  |                                                      |                                                      |
| ------------------------------ | ---------------------------------------------------- | ---------------------------------------------------- | ---------------------------------------------------- | ---------------------------------------------------- | ---------------------------------------------------- | ---------------------------------------------------- | ---------------------------------------------------- | ---------------------------------------------------- | ---------------------------------------------------- | ---------------------------------------------------- | ---------------------------------------------------- | ---------------------------------------------------- | ---------------------------------------------------- | ---------------------------------------------------- |
| 1993–1994                      | Alaska Artic Ice                                     | AAHL                                                 | 34                                                   | 8                                                    | 12                                                   | 20                                                   | 86                                                   | —                                                    | —                                                    | —                                                    | —                                                    | —                                                    |                                                      |                                                      |
| 1994–1995                      | Spokane Braves                                       | KIJHL                                                | 43                                                   | 7                                                    | 21                                                   | 28                                                   | 128                                                  | —                                                    | —                                                    | —                                                    | —                                                    | —                                                    |                                                      |                                                      |
| 1995–1996                      | Kelowna Rockets                                      | WHL                                                  | 64                                                   | 3                                                    | 4                                                    | 7                                                    | 159                                                  | 6                                                    | 0                                                    | 0                                                    | 0                                                    | 12                                                   |                                                      |                                                      |
| 1996–1997                      | Kelowna Rockets                                      | WHL                                                  | 68                                                   | 18                                                   | 8                                                    | 26                                                   | 330                                                  | 6                                                    | 0                                                    | 2                                                    | 2                                                    | 4                                                    |                                                      |                                                      |
| 1997–1998                      | Kelowna Rockets                                      | WHL                                                  | 71                                                   | 30                                                   | 22                                                   | 52                                                   | 243                                                  | 7                                                    | 6                                                    | 0                                                    | 6                                                    | 23                                                   |                                                      |                                                      |
| 1998–1999                      | Colorado Avalanche                                   | NHL                                                  | 27                                                   | 0                                                    | 0                                                    | 0                                                    | 71                                                   | —                                                    | —                                                    | —                                                    | —                                                    | —                                                    |                                                      |                                                      |
|                                | Hershey Bears                                        | AHL                                                  | 32                                                   | 4                                                    | 3                                                    | 7                                                    | 143                                                  | 4                                                    | 0                                                    | 0                                                    | 0                                                    | 6                                                    |                                                      |                                                      |
| 1999–2000                      | Hershey Bears                                        | AHL                                                  | 68                                                   | 12                                                   | 7                                                    | 19                                                   | 206                                                  | 11                                                   | 1                                                    | 1                                                    | 2                                                    | 56                                                   |                                                      |                                                      |
| 2000–2001                      | Colorado Avalanche                                   | NHL                                                  | 69                                                   | 2                                                    | 3                                                    | 5                                                    | 155                                                  | 4                                                    | 0                                                    | 0                                                    | 0                                                    | 2                                                    |                                                      |                                                      |
| 2001–2002                      | Colorado Avalanche                                   | NHL                                                  | 63                                                   | 1                                                    | 4                                                    | 5                                                    | 154                                                  | —                                                    | —                                                    | —                                                    | —                                                    | —                                                    |                                                      |                                                      |
| 2002–2003                      | Colorado Avalanche                                   | NHL                                                  | 43                                                   | 1                                                    | 3                                                    | 4                                                    | 82                                                   | 1                                                    | 0                                                    | 0                                                    | 0                                                    | 2                                                    |                                                      |                                                      |
| 2003–2004                      | San Jose Sharks                                      | NHL                                                  | 50                                                   | 1                                                    | 3                                                    | 4                                                    | 101                                                  | —                                                    | —                                                    | —                                                    | —                                                    | —                                                    |                                                      |                                                      |
| 2004–2005                      | Spelade ej på grund av lockout mellan NHL och NHLPA. | Spelade ej på grund av lockout mellan NHL och NHLPA. | Spelade ej på grund av lockout mellan NHL och NHLPA. | Spelade ej på grund av lockout mellan NHL och NHLPA. | Spelade ej på grund av lockout mellan NHL och NHLPA. | Spelade ej på grund av lockout mellan NHL och NHLPA. | Spelade ej på grund av lockout mellan NHL och NHLPA. | Spelade ej på grund av lockout mellan NHL och NHLPA. | Spelade ej på grund av lockout mellan NHL och NHLPA. | Spelade ej på grund av lockout mellan NHL och NHLPA. | Spelade ej på grund av lockout mellan NHL och NHLPA. | Spelade ej på grund av lockout mellan NHL och NHLPA. | Spelade ej på grund av lockout mellan NHL och NHLPA. | Spelade ej på grund av lockout mellan NHL och NHLPA. |
| 2005–2006                      | San Jose Sharks                                      | NHL                                                  | 10                                                   | 1                                                    | 0                                                    | 1                                                    | 38                                                   | —                                                    | —                                                    | —                                                    | —                                                    | —                                                    |                                                      |                                                      |
| 2006–2007                      | San Jose Sharks                                      | NHL                                                  | 11                                                   | 0                                                    | 0                                                    | 0                                                    | 22                                                   | —                                                    | —                                                    | —                                                    | —                                                    | —                                                    |                                                      |                                                      |
|                                | Colorado Avalanche                                   | NHL                                                  | 10                                                   | 1                                                    | 1                                                    | 2                                                    | 6                                                    | —                                                    | —                                                    | —                                                    | —                                                    | —                                                    |                                                      |                                                      |
| 2007–2008                      | Colorado Avalanche                                   | NHL                                                  | 25                                                   | 0                                                    | 0                                                    | 0                                                    | 70                                                   | —                                                    | —                                                    | —                                                    | —                                                    | —                                                    |                                                      |                                                      |
| NHL totalt                     | NHL totalt                                           | NHL totalt                                           | 308                                                  | 7                                                    | 14                                                   | 21                                                   | 699                                                  | 5                                                    | 0                                                    | 0                                                    | 0                                                    | 4                                                    |                                                      |                                                      |
| AHL totalt                     | AHL totalt                                           | AHL totalt                                           | 100                                                  | 16                                                   | 10                                                   | 26                                                   | 349                                                  | 15                                                   | 1                                                    | 1                                                    | 2                                                    | 62                                                   |                                                      |                                                      |
| WHL totalt                     | WHL totalt                                           | WHL totalt                                           | 203                                                  | 51                                                   | 34                                                   | 85                                                   | 732                                                  | 19                                                   | 6                                                    | 2                                                    | 8                                                    | 39                                                   |                                                      |                                                      |